# Bois de Boulogne

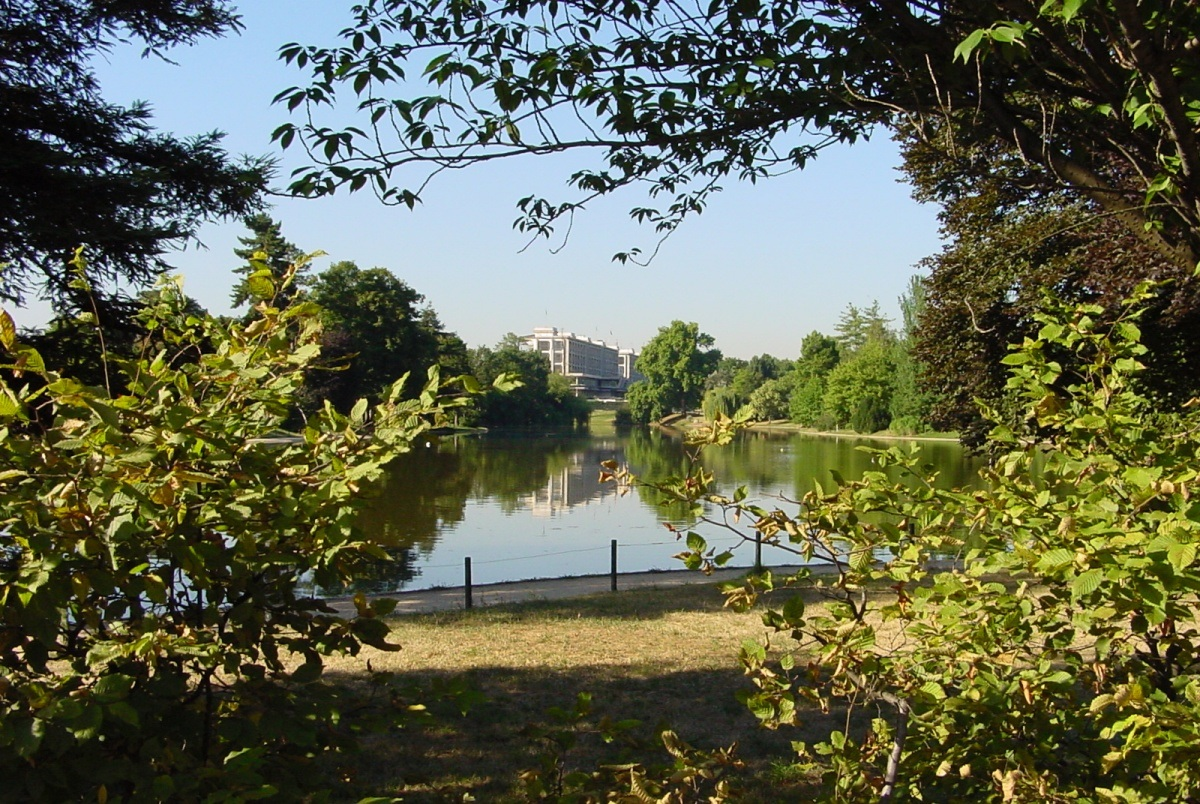
Llac superior al Bois de Boulogne

El Bois de Boulogne (bosc de Boulogne) es troba al 16è arrondissement de París.
Cobreix una superfície de 846 hectàrees a l'oest de París. El bosc de Boulogne es coneix com un dels «pulmons» de la capital. Dues vegades i mitja més gran que el Central Park a Nova York, i 3,3 vegades més gran que el Hyde Park a Londres però, 5,9 vegades més petit que el Forêt de Soignes a Brussel·les. Ocupa l'indret de l'antic forêt de Rouvray; al seu cor, es pot visitar el parc de Bagatelle.
La part nord del bosc és ocupada pel jardin d'acclimatation, un parc d'atracció cèlebre per la seva exhibició de feres. Al sud-est del bosc, es poden visitar el jardí dels hivernacles d'Auteuil, així com el Jardin du Pré-Catelan.
El bosc de Boulogne és conegut per a la presència notòria de prostitutes i de transsexuals, en particular a la nit. Una broma, datant de l'època en què el bosc era el lloc de treball de nombrosos transsexuals vinguts del Brasil, deia que el bosc de Boulogne era la capital del Brasil.

## Història
Els «Boscos de Boulogne» són tot el que queda de l'antic bosc de roures de Rouvray, que va ser esmentat per primer cop, el 717, a la carta de Compiègne. Les terres van ser ofertes per Khilderic II al poderós Abat de Saint-Denis, qui va fer edificar-hi un nombre important de monestirs. Felip II de França va recomprar la major part del bosc als frares de Saint-Denis per crear una reserva de caça a les terres reials. El 1256, Isabelle de França (1225-1270), germana de Lluís IX de França, va fundar l'Abadia de Longchamp. El bosc de Boulogne pren el seu nom de Boulogne-sur-Mer, ciutat on Felip IV de França havia fet un pelegrinatge.
Durant la Guerra dels Cent Anys, el bosc es va fer un cau per als bandits; el 1416-1417 les tropes del duc de Bourgogne en van cremar una part. Amb Lluís XI, l'indret va ser repoblat, i es va procedir a l'obertura de dues carreteres.
Després que Francesc I de França fes construir el Castell de Madrid (acabat el 1526) al bosc de Boulogne, l'indret va esdevenir un lloc de celebracions. El parc de caça va ser tancat per un mur per Enric II i Enric III de França, amb vuit portes. Enric IV va fer plantar 15.000 moreres, amb l'esperança de llançar una indústria local de la seda. La seva dona, Margarida de Valois, una vegada repudiada es va retirar al Château de la Muette, al bosc.
El novembre de 1783, Jean-François Pilâtre de Rozier i el marquès d'Arlandes van aconseguir el primer vol en globus d'aire calent, construït pels germans Montgolfier.
El bosc de Boulogne va ser condicionat com a parc sota Napoleó III, el 1852. Al principi, va ser l'arquitecte Jacques Hittorff associat al paisatgista Varé, qui es va encarregar dels treballs (creació de camins i de basses artificials). Però en el moment d'omplir-les d'aigua, certs llacs realitzats en pendent, van mostrar-se impossible de ser omplertes.

Bois de Boulogne

Jacques Hittorff va ser fet fora pel baró Haussmann i va ser reemplaçat per l'enginyer Jean-Charles Alphand associat al paisatgista Jean-Pierre Barillet-Deschamps (arranjador del parc des Buttes-Chaumont) que va resoldre el problema creant cascades, el que corresponia a l'estil del «jardí a l'anglesa» de l'època. Entre 1855 i 1858, l'Hipòdrom de Longchamp va ser construït sobre la planura del mateix nom.
El bosc de Boulogne va ser oficialment annexat per la Ciutat de París el 1929, i va ser inclòs al 16è districte.

## Galeria de fotografies

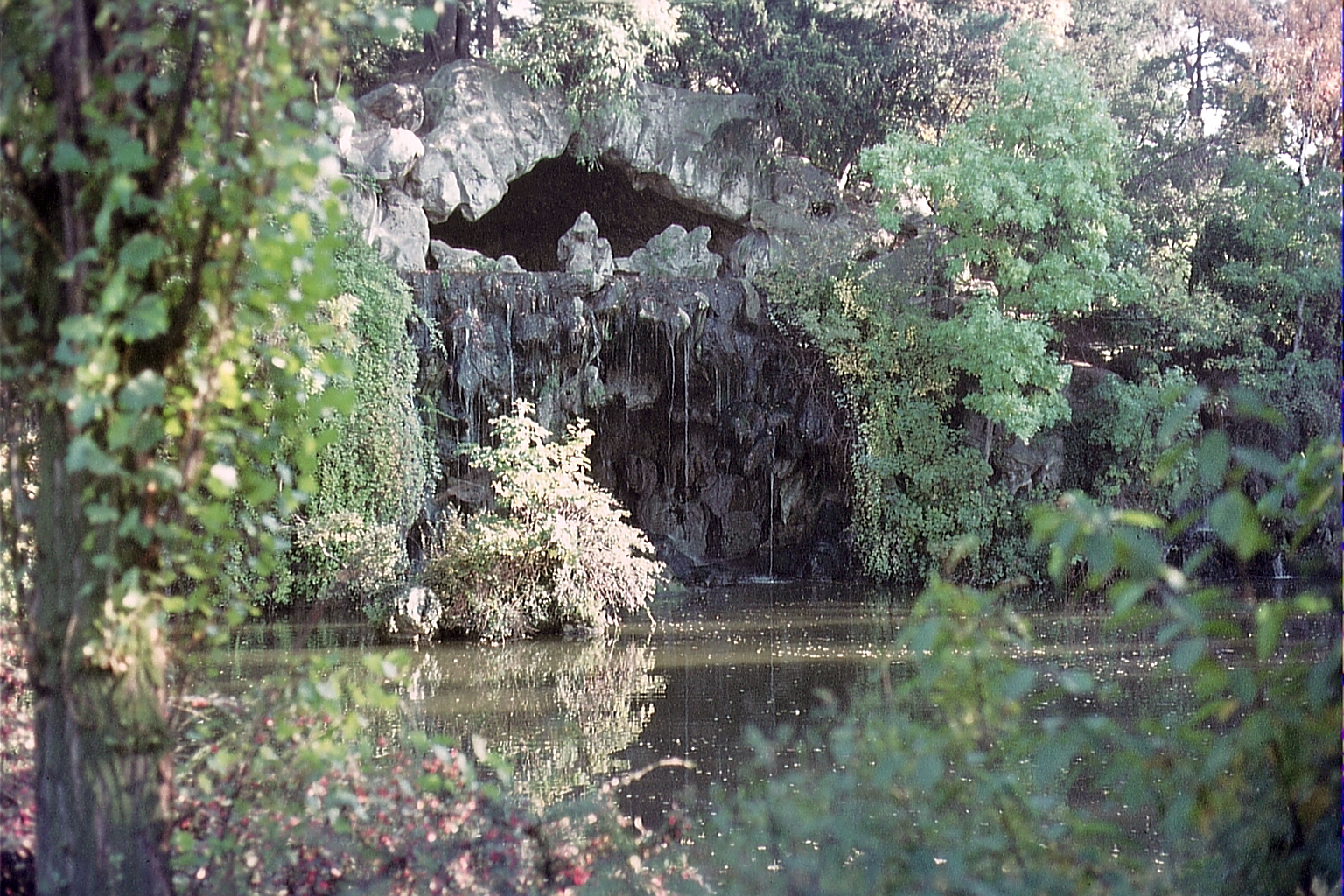
Bois de Boulogne
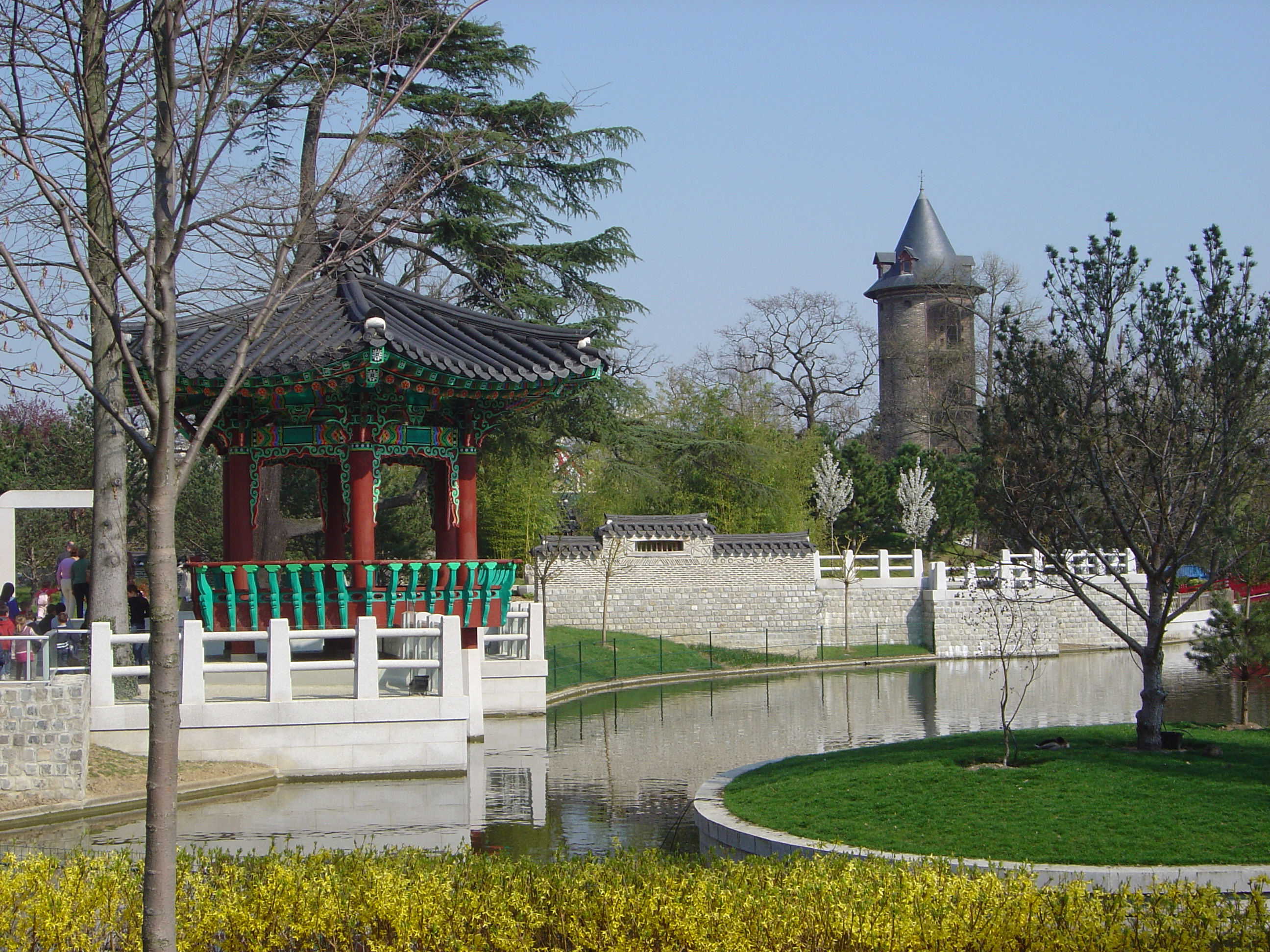
Jardin d'Acclimatation
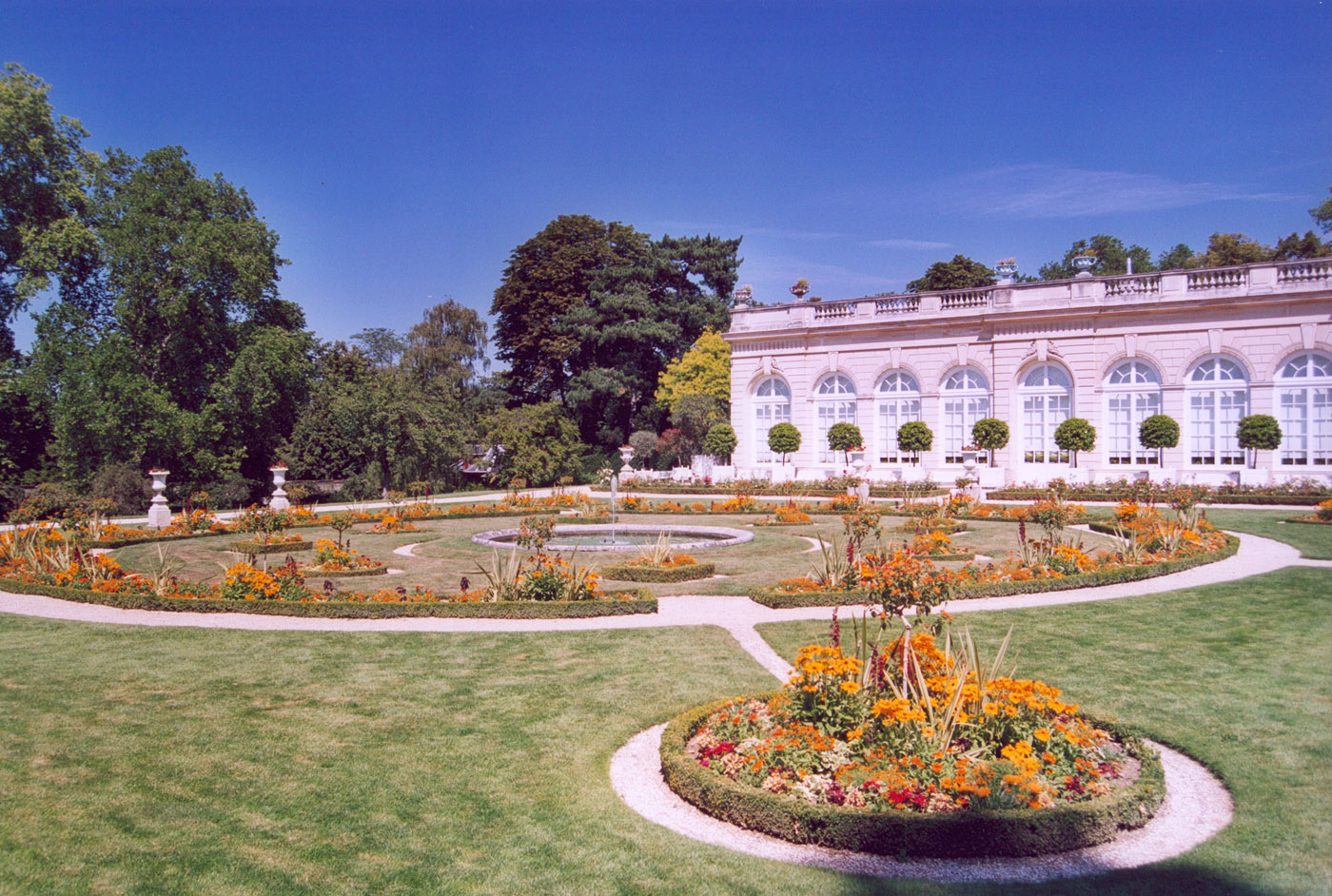
Parc de Bagatelle
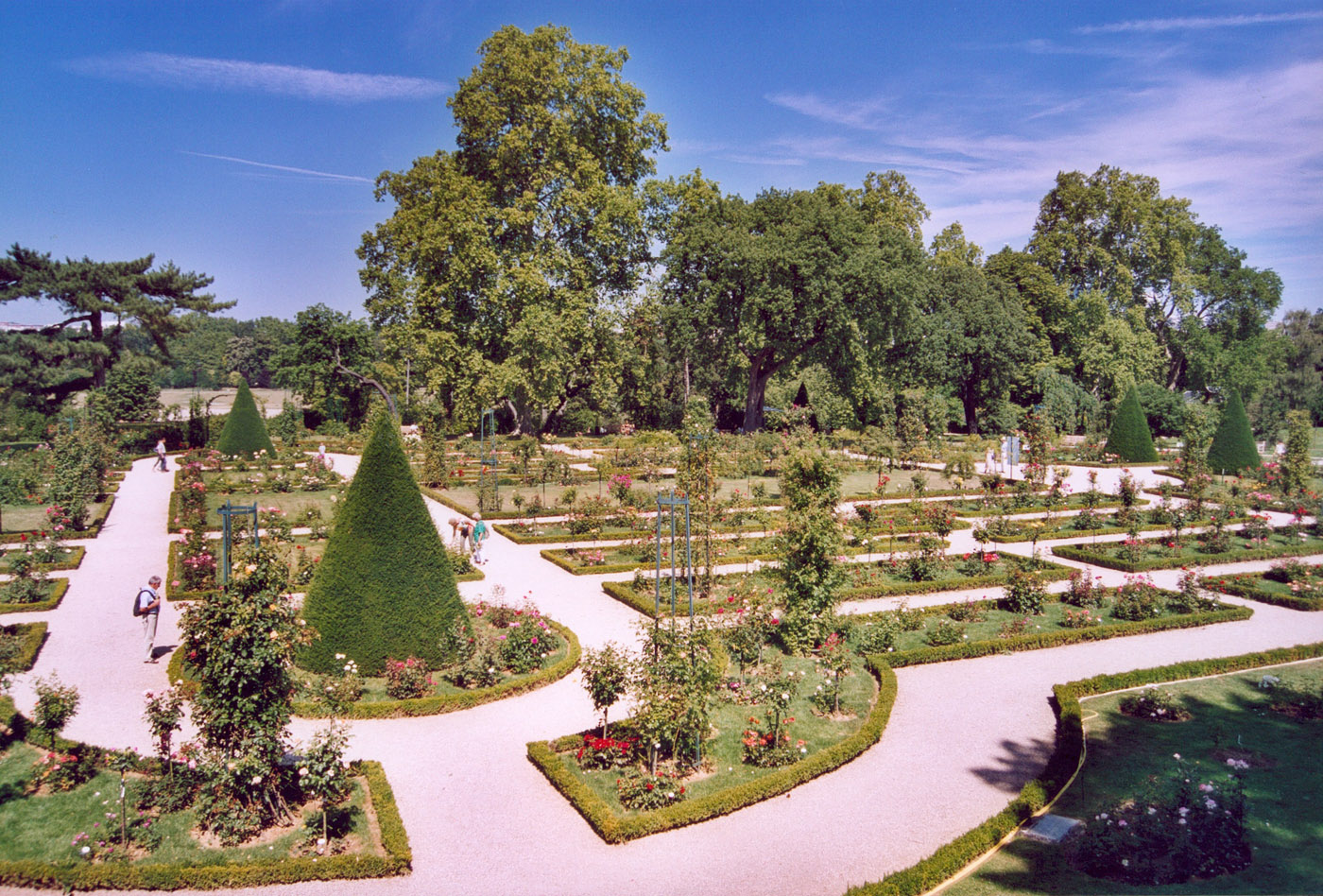
Parc de Bagatelle
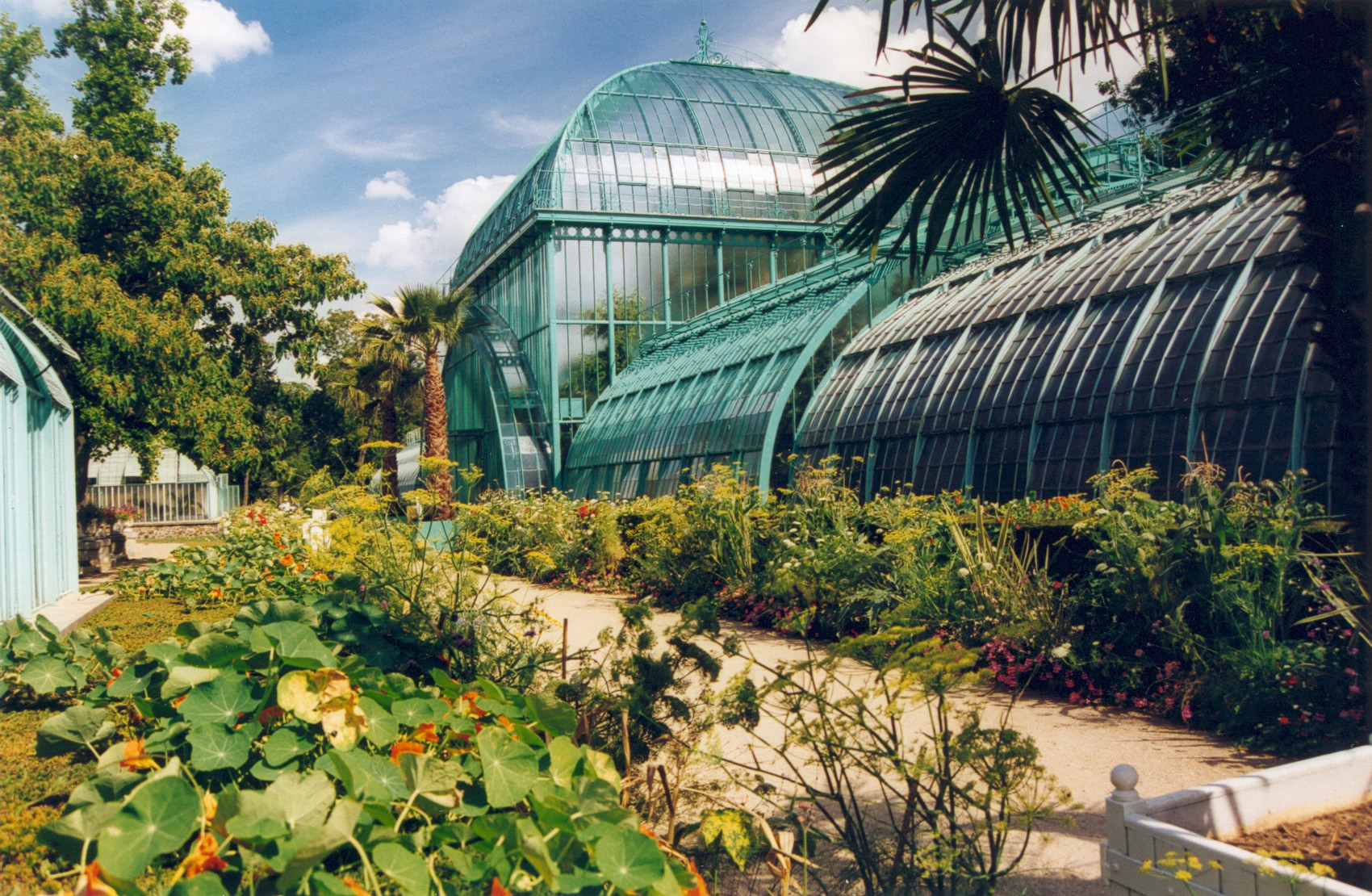
Hivernacles d'Auteuil
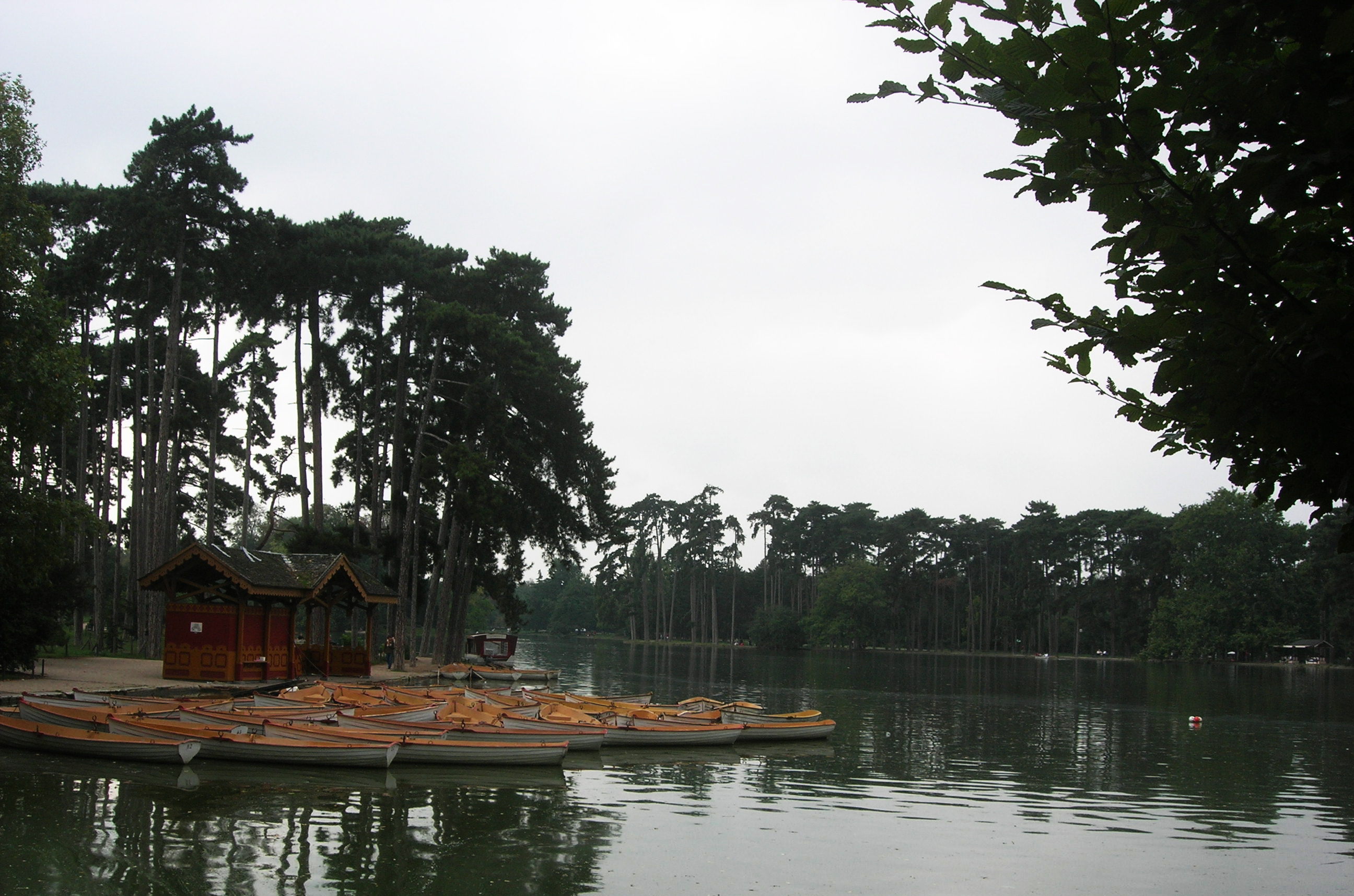
Llac al Bois de Boulogne
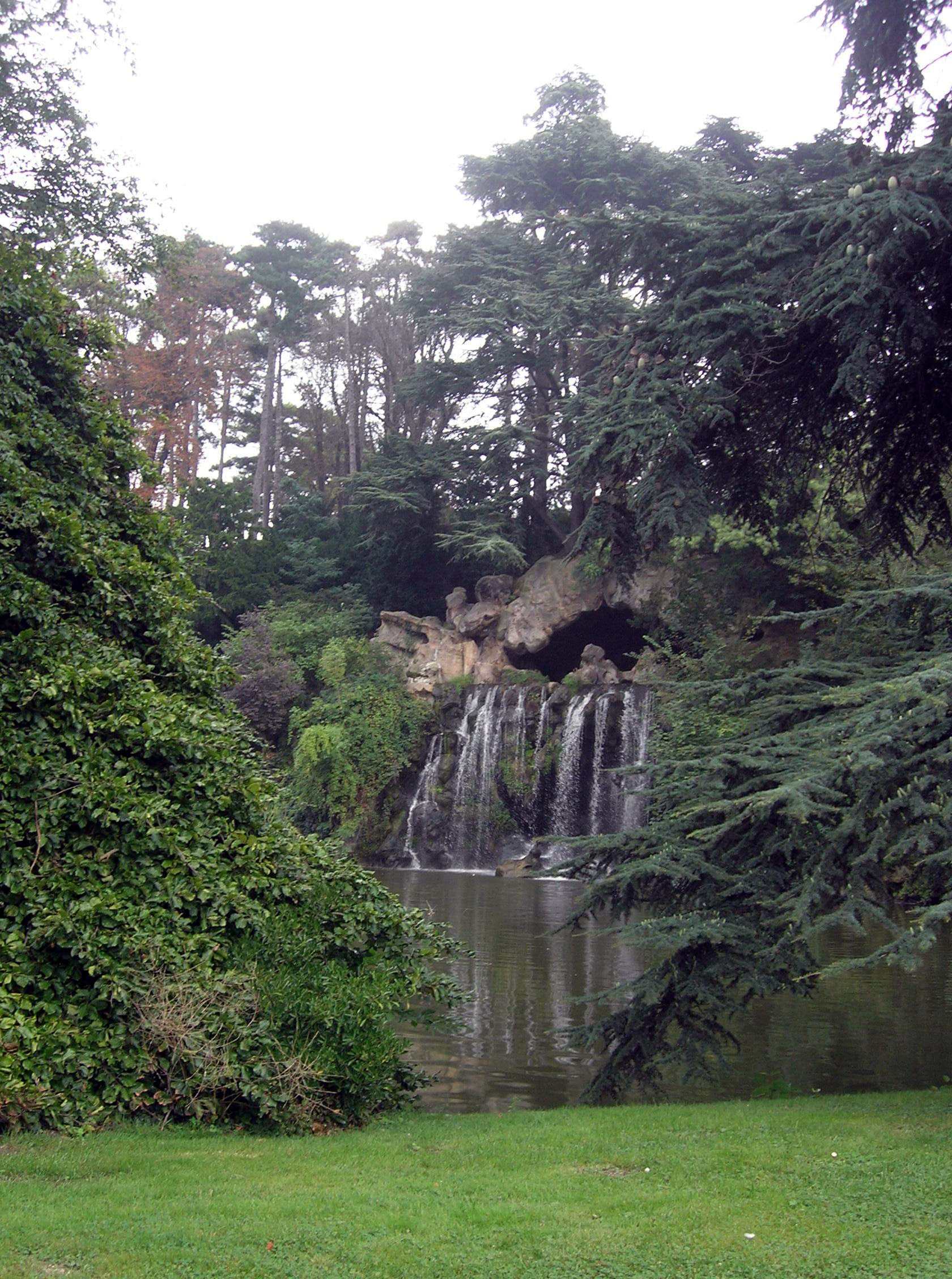
Cascada
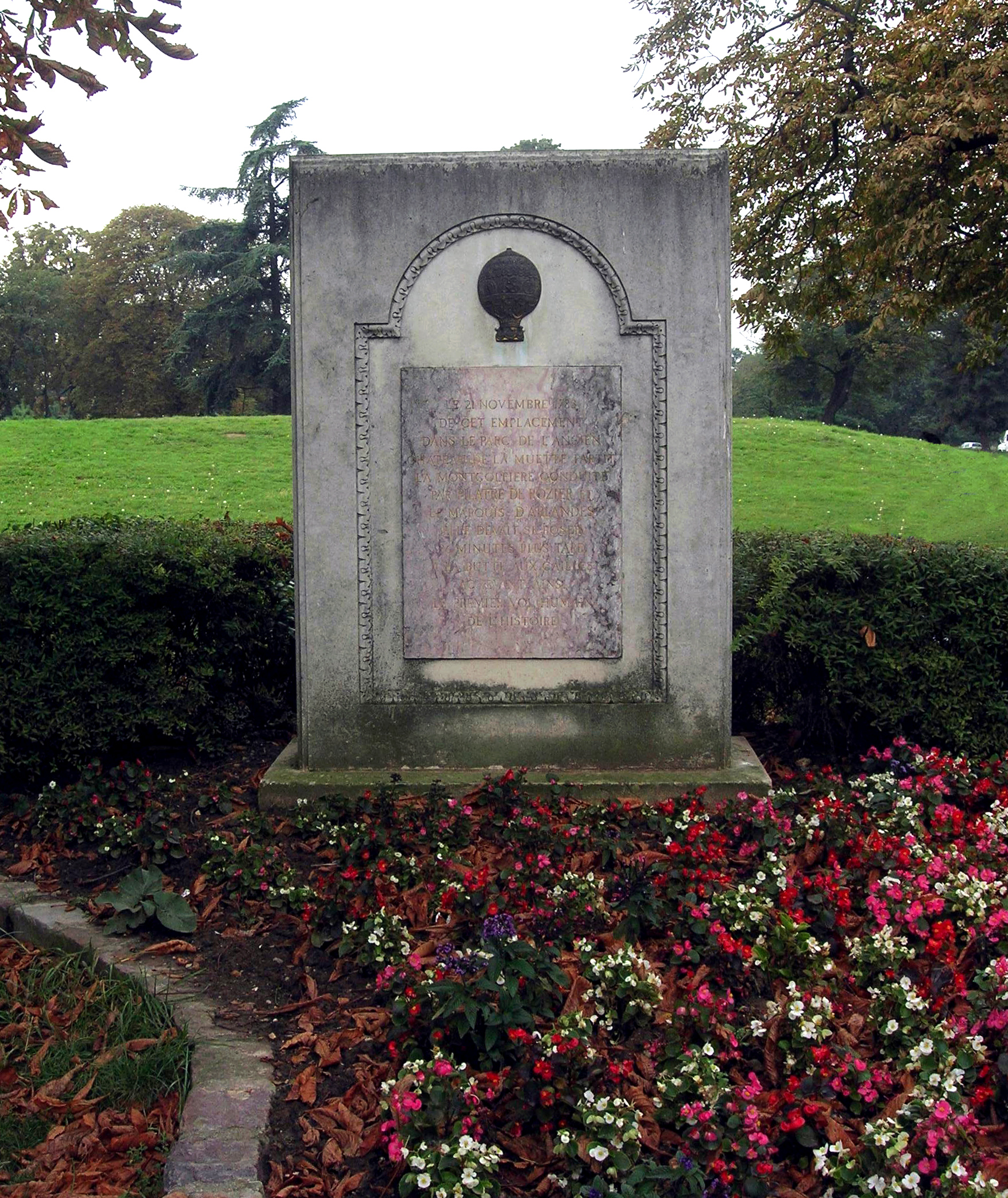
Monument commemoratiu de la gesta de Pilâtre de Rozier i el marquès d'Arlandes